# Mohammed Diallo
Pour les articles homonymes, voir Diallo.
Mohammed Diallo est un footballeur professionnel ivoirien né le 22 mai 1983. Diallo mesure 159 cm, évolue au poste milieu du terrain et est international ivoirien.

## Biographie
En 2002, il signe au KSK Beveren, une équipe de première division belge. Cette équipe compte pas moins de 12 Ivoiriens dans son noyau grâce à sa coopération avec l'ASEC Mimosas. 
Diallo est ensuite sélectionné en équipe nationale. 
Lors de l'été 2006, il rejoint le FC Sion où il est souvent remplaçant. Il part ensuite jouer en Israël avant de revenir en Suisse au FC Chiasso.
Le 21 juin 2011, il signe un contrat d'un an pour le FC Nantes où il ne joue jamais. Il quitte le club dès janvier et s'engage avec le GFC Ajaccio (National), début février.
Juillet 2013, il signe en faveur de l'US Roye Noyon [CFA]

## Carrière
| Saison    | Club                 | Pays            |
| --------- | -------------------- | --------------- |
| 2002-03   | KSK Beveren          | Belgique        |
| 2003-04   | KSK Beveren          | Belgique        |
| 2004-05   | KSK Beveren          | Belgique        |
| 2005-06   | KSK Beveren FC Sion  | Belgique Suisse |
| 2006-07   | Maccabi Petah-Tikvah | Israël en prêt  |
| 2007-08   | FC Chiasso           | Suisse          |
| 2008-09   | Sport Champagne FC   | Suisse          |
| 2009-2010 | Ajax Cape Town       | Afrique du Sud  |
| 2010-2011 | ES Fréjus            | France          |
| 2011-2012 | FC Nantes            | France          |
| 2012      | GFC Ajaccio          | France          |